# أبو نصر الكلاباذي
أبو نصر الكلاباذي (323 - 398 هـ / 935 - 1008 م) هو محدث، من أهل بخارى.
هو أحمد بن محمد بن الحسين بن الحسن، أبو نصر البخاري الكلاباذي. من آثاره «رجال صحيح البخاري» ويعرف أيضا باسم «الهداية والإرشاد في معرفة أهل الثقة والسداد». قال ابن قاضي شهبة: «أبو نصر، الكاتب من الحفاظ، كتب بما وراء النهر وبخراسان والعراق، ولم يخلف بما وراء النهر مثله».